# Ballard County
Das Ballard County ist ein County im US-amerikanischen Bundesstaat Kentucky. Im Jahr 2020 hatte das County 7728 Einwohner und eine Bevölkerungsdichte von 11,9 Einwohnern pro Quadratkilometer. Der Verwaltungssitz (County Seat) ist Wickliffe, das nach Colonel Charles Wickliffe benannt wurde, einem Landeigentümer, auf dessen Land die Stadt errichtet wurde. Das County gehört zu den Dry Countys, was bedeutet, dass der Verkauf von Alkohol eingeschränkt oder verboten ist.

## Geografie
Das County liegt im Westen von Kentucky und grenzt im Westen getrennt durch den Mississippi an Missouri. Im Nordwesten bildet der Ohio River die Grenze zu Illinois. Das Ballard County hat eine Fläche von 709 Quadratkilometern, wovon 58 Quadratkilometer Wasserfläche sind. An das Ballard County grenzen folgende Nachbarcountys:
| Alexander County (Illinois)   | Pulaski County (Illinois) |                  |
|                               |                           | McCracken County |
| Mississippi County (Missouri) | Carlisle County           |                  |

## Geschichte

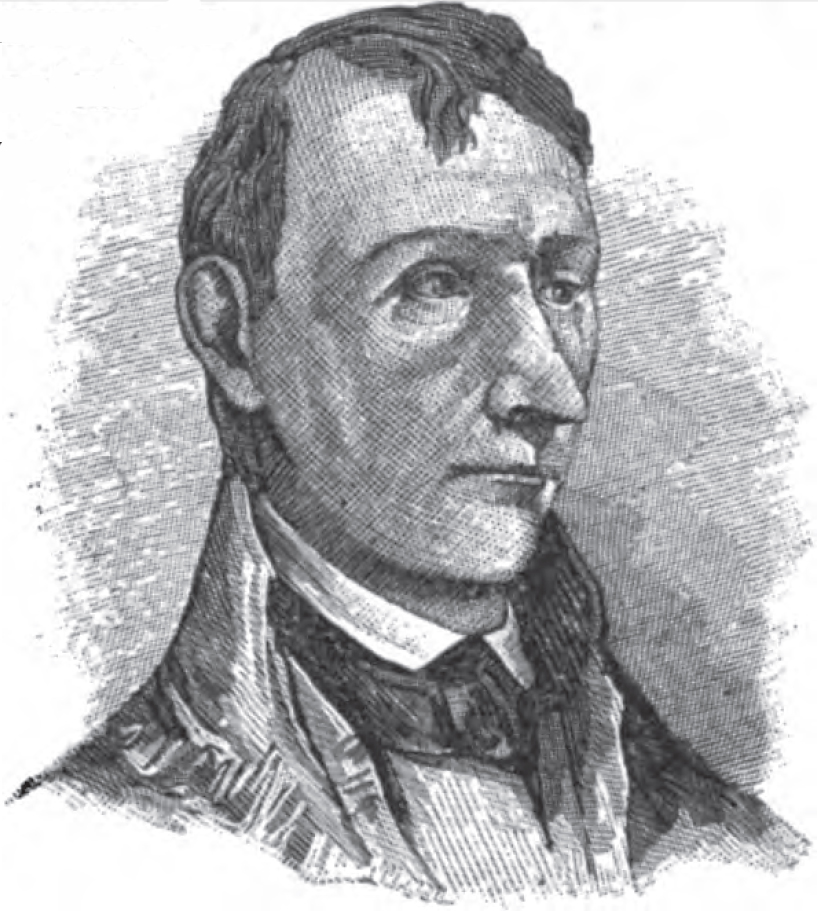
B. W. Ballard

Das Ballard County wurde am 15. Februar 1852 aus Teilen des Hickman County und McCracken County gebildet. Benannt wurde es nach Bland W. Ballard, einem amerikanischen Staatsmann.
Am 17. Februar 1880 wurde das Gerichtsgebäude durch ein Feuer zerstört und mit ihm die meisten Dokumente.
6 Bauwerke und Stätten des Countys sind im National Register of Historic Places eingetragen (Stand 6. September 2017).

## Demografische Daten
Nach der Volkszählung im Jahr 2010 lebten im Ballard County 8249 Menschen in 3363 Haushalten. Die Bevölkerungsdichte betrug 12,7 Einwohner pro Quadratkilometer. In den 3363 Haushalten lebten statistisch je 2,45 Personen.
Ethnisch betrachtet setzte sich die Bevölkerung zusammen aus 94,8 Prozent Weißen, 3,0 Prozent Afroamerikanern, 0,2 Prozent amerikanischen Ureinwohnern, 0,2 Prozent Asiaten sowie aus anderen ethnischen Gruppen; 1,8 Prozent stammten von zwei oder mehr Ethnien ab. Unabhängig von der ethnischen Zugehörigkeit waren 1,2 Prozent der Bevölkerung spanischer oder lateinamerikanischer Abstammung.
21,9 Prozent der Bevölkerung waren unter 18 Jahre alt, 60,3 Prozent waren zwischen 18 und 64 und 17,8 Prozent waren 65 Jahre oder älter. 50,4 Prozent der Bevölkerung war weiblich.

Das jährliche Durchschnittseinkommen eines Haushalts lag bei 41.228 USD. Das Pro-Kopf-Einkommen betrug 23.001 USD. 13,0 Prozent der Einwohner lebten unterhalb der Armutsgrenze.

## Orte im Ballard County
Citys
| - Barlow - Blandville - Kevil | - La Center - Wickliffe |

Census-designated places (CDP)
- Bandana
- Lovelaceville

Unincorporated Communitys
| - Ceredo - Gage - Hinkleville - Ingleside | - Monkeys Eyebrow - Needmore - New York - Oscar | - Slater - Woodville |

## Gliederung
Das Ballard County ist in drei Census County Divisions (CCD) eingeteilt:
| CCD           | Einwohner 2010 | Einwohner 2020 | FIPS     |
| ------------- | -------------- | -------------- | -------- |
| Barlow CCD    | 1494           | 1420           | 21-90168 |
| La Center CCD | 4259           | 3975           | 21-91952 |
| Wickliffe CCD | 2496           | 2496           | 21-93696 |